# 西倉和子
西倉 和子（にしくら かずこ）は、日本の分子生物学者。米国ウィスター研究所教授。

## 経歴
- 石川県に育つ。金沢大学教育学部附属高等学校卒業。
- 1972年 金沢大学薬学部卒業。
- 同大大学院薬学研究科修士課程修了。
- 1976年-1980年 英国MRC分子生物学研究所において、マックス・ペルーツの研究室でヘモグロビン構造と機能を、ジョン・ガードンの研究室にて遺伝子発現制御の研究を行う。
- 1979年 医学博士（大阪大学）。論文の題は「Identification of histidine-122α in human haemoglobin as one of the unknown Bohr groups by hydrogen-tritium exchange(トリチウム交換法によるヒトヘモグロビン・Bohr効果に関与するアミノ酸残基(α鎖122番目ヒスチジン)の同定)」[1]。

スタンフォード大学を経て、
- 1982年 ウィスター研究所助教授。
- 1995年 ウィスター研究所教授。